# Felipe Mattioni
Felipe Mattioni (Ijuí, Río Grande del Sur, 15 de octubre de 1988) es un futbolista brasileño. Juega como lateral derecho en el Novo Hamburgo.

## Trayectoria
Antiguamente jugaba en el Grêmio de Porto Alegre.
En el mercado invernal de la campaña 2008-09, llegó al AC Milan en calidad de cedido con opción de compra de 6 millones de euros que al final no se hizo efectiva. En el verano de 2009 el Mallorca logró la cesión de Mattioni con una opción de compra de 2 millones de euros. El jugador rescindió el contrato con el Real Mallorca y se fue a la Ciudad Condal para jugar en el RCD Espanyol. Durante su primera temporada en el club perico sufrió una grave lesión de rodilla en pretemporada, que le impidió disputar ningún partido en la temporada 2010-11. Las lesiones apenas le permitieron desarrollar su juego, ya que en 4 años que llevaba en el RCD Espanyol, apenas había pasado de la decena de partidos disputados.
Fue comparado con Cafú, ya que tiene unas habilidades muy parecidas a las de su compatriota cuando era joven.

## Clubes
| Club                      | País       | Año         |
| ------------------------- | ---------- | ----------- |
| Grêmio                    | Brasil     | 2007 - 2010 |
| AC Milan (cedido)         | Italia     | 2009        |
| Real Mallorca (cedido)    | España     | 2009 - 2010 |
| RCD Espanyol              | España     | 2010 - 2015 |
| Everton                   | Inglaterra | 2015 - 2016 |
| Doncaster Rovers (cedido) | Inglaterra | 2015 - 2016 |
| Boa Esporte               | Brasil     | 2017        |
| Veranópolis               | Brasil     | 2017 - 2018 |
| Juventude                 | Brasil     | 2018        |
| Coritiba                  | Brasil     | 2019        |
| Novo Hamburgo             | Brasil     | 2020-       |

## Palmarés

### Otros campeonatos oficiales
| Título        | Club         | País   | Año  |
| ------------- | ------------ | ------ | ---- |
| Copa Cataluña | RCD Espanyol | España | 2010 |